# فنا خسرو
فنا خسرو هو ابن الأمير البويهي مجد الدولة.
حاول فنا خسرو استعادة مملكة والده في وسط إيران، التي اجتاحها الغزنويون عام 1029 م. ومع ذلك، ورغم هزيمة الغزنويين على يد السلاجقة عام 1040 م، لم يُفلح فنا خسرو في مساعيه. وفشل في حماية وسط إيران من السلاجقة، الذين أصبحوا في نهاية المطاف الحكام الأعظم في تلك المنطقة.